# Kampong Cham (ville)
Pour les articles homonymes, voir Kampong Cham.
Kampong Cham ville (khmer : ក្រុងកំពង់ចាម) est le chef-lieu de la province du même nom, qui est la plus peuplée du Cambodge.
Il s'agit de la sixième ville du pays avec une population de 118 242 habitants (2008).
Située sur la rive orientale du Mékong, elle est bordée par le district de Kampong Siem et le Mékong à l'est, cette ville est connectée à la Province de Tbong Khmum par le Pont Kizuna ou le pont de l'amitié Khmero-japonaise aussi appelé Tonlébet.
Dans la langue khmère, le mot Kampong signifie « bord de la rivière », ou « port ». Cham renvoie aux Chams, de l'ethnie dominante de l'ancien royaume du Champa qui habitent actuellement dans le village de Rokar au sud de la ville.
Kampong Cham ville se trouve à 124 kilomètres au nord-est de Phnom Penh. Elle est accessible en bateau ou par la route. Le trajet prend environ 2 heures 30 par ces deux moyens.
La ville est divisée en quatre quartiers et 31 Phums. Les 4 quartiers sont :
- Kampong Cham ;
- Veal Vong ;
- Boeung Kok ;
- Sambour Meas.